# Bloodline (pel·lícula de 2018)
Bloodline és una pel·lícula estatunidenca de terror psicològic del 2018 dirigida per Henry Jacobson. La pel·lícula va ser escrita per Avra Fox-Lerne, Will Honley i Jacobson. És protagonitzada per Seann William Scott, Mariela Garriga, Dale Dickey i Kevin Carroll. La pel·lícula és una coproducció entre Divide/Conquer i Blumhouse Productions.
La pel·lícula es va estrenar al Fantastic Fest el 22 de setembre de 2018.
La pel·lícula es va estrenar el 20 de setembre de 2019 per Momentum Pictures, i va rebre ressenyes diverses de la crítica.

## Argument
Una infermera que acaba el seu torn va al vestidor del personal per dutxar-se i canviar-se. Mentre està a la dutxa, una persona invisible li talla la gola.
Tres mesos abans, l'Evan és un treballador social que treballa amb adolescents maltractats i amb problemes. La dona d'Evan, Lauren, dóna a llum un fill, a qui anomenen Andrew. La mare d'Evan, Marie, visita l'hospital perquè Lauren té problemes per alletar el seu nadó. La infermera és grollera quan la Marie li demana que sigui més amable amb el nadó.
L'Evan té una sessió amb un dels seus alumnes, que va ser colpejat pel seu pare. Aturant-se davant d'un bar, el pare del nen és expulsat i l'Evan convenç a l'home perquè el deixi portar a casa. En una mansió abandonada on l'home està a la gatzoneta, l'Evan deixa inconscient l'home amb un garrot i el lliga a una cadira. L'home es trenca i explica que no ho pot evitar quan està enfadat. Llavors Evan mata l'home.
Un temps després, l'Evan parla amb una estudiant que fa evident que el seu oncle l'ha segrestada. Aquella nit, Evan segresta l'oncle de la noia i el porta a la mansió abandonada abans de matar-lo.
L'Evan rep una trucada d'un dels seus estudiants, Chris. El pare drogadicte de Chris ha tornat a casa i ha colpejat en Chris després d'una discussió. La nit següent, l'Evan visita l'hospital. La grollera infermera li diu a un addicte que busca analgèsics que marxi i després acaba el seu torn. Aleshores la infermera és assassinada. Al mateix temps, es revela que Evan es troba en una altra zona de l'hospital i ofereix al drogadicte algunes drogues gratuïtes. Es revela que el drogadicte és en realitat el pare de Chris, i la infermera va ser assassinada per Marie.
De tornada a la mansió abandonada, el pare de Chris és assassinat per Evan. L'endemà al matí, es revela en una emissió de notícies que es van trobar els cossos que Evan enterrava. També es revela que quan era nen el pare d'Evan va tornar després de ser expulsat i els va atacar a ell i a la seva mare. Per tal de protegir la seva mare, Evan va matar el seu pare de la mateixa manera que ho fa amb totes les seves víctimes. Marie va tapar l'assassinat, va enterrar el seu pare al jardí i va prometre protegir-lo sempre.
A casa d'Evan arriba un detectiu. S'entrevista a la família i revela la seva sospita que Evan està implicat perquè totes les víctimes tenen una connexió amb ell. Lauren comença a sospitar d'Evan. Aquella nit Chris es presenta a casa d'Evan per enfrontar-lo amb una pistola sobre l'assassinat del seu pare. L'Evan desactiva la situació i envia el noi a casa sense l'arma. Lauren, ara gairebé convençuda de la implicació d'Evan, busca al seu garatge i troba algunes de les gravacions d'àudio que Evan va fer mentre matava les seves víctimes. La Lauren telefona a algú i li diu que li agradaria conèixer-los. La Marie li assenyala a l'Evan que la Lauren es comporta de manera sospitosa i l'Evan la segueix. Lauren arriba a un lloc remot i es revela que es troba amb Chris. Lauren li diu a Chris que va trobar proves que l'Evan va matar el seu pare, després força una pistola a la mà d'en Chris i l'obliga a disparar-se al cap. Tot és presenciat per Evan que somriu quan s'adona que Lauren està disposada a fer qualsevol cosa per protegir-lo, igual que la seva mare. La Lauren agafa el telèfon d'en Chris i comença a escriure un missatge.
El detectiu es presenta a la casa per tancar el cas, ja que una publicació a les xarxes socials feta des del telèfon de Chris s'acredita tots els assassinats, dient que va perseguir els agressors i després es va suïcidar després de matar el seu pare. L'Evan li diu al detectiu que sovint deixa que Chris estigui sol a la seva oficina i és probable que així ho sap sobre els altres nens maltractats. El detectiu marxa mentre la família mira el seu fill adormit.

## Repartiment
- Seann William Scott com a Evan Cole
  - Hudson West com el jove Evan
- Mariela Garriga com a Lauren Cole, la dona d'Evan
- Dale Dickey com a Marie Cole, la mare d'Evan
  - Cassandra Ballard com la jove Marie
- Kevin Carroll com a Overstreet
- Matthew Bellows com a Charles Henry Cole III

## Producció
La fotografia principal de la pel·lícula va començar el gener de 2018.

## Estrena
Bloodline es va estrenar al Fantastic Fest el 22 de setembre de 2018. La pel·lícula es va estrenar a les sales el 20 de setembre de 2019 per Momentum Pictures.
Lakeshore Records va llançar la banda sonora original de la pel·lícula Bloodline composta per Trevor Gureckis, el 20 de setembre de 2019.

### Recepció
A Rotten Tomatoes, la pel·lícula té una puntuació d'aprovació del 50 % basada en les ressenyes de 20 crítics, amb una valoració mitjana de 5.6/10. A Metacritic, la pel·lícula té una puntuació mitjana ponderada de 50 % basat en les ressenyes de 4 crítics, que indica "crítiques mixtes o mitjanes".
Dennis Harvey de Variety a escriure: "Ben actuat (tot i que Garriga no acaba de fer un personatge coherent de Lauren, o crea una química matrimonial creïble amb Scott), aquesta és una pel·lícula suau que potser hauria d'haver estat una mica menys ordenada per obtenir el màxim impacte."